# Tennes
Tennes (... – IV secolo a.C.) è stato un re di Sidone.

## Ribellione
Quando seppe dei gesti oltraggiosi compiuti dai Persiani nella città fenicia di Tripoli, in particolare nel quartiere sidonio della città, Tennes si ribellò all'autorità centrale persiana e convinse il resto dei Fenici a fare altrettanto. Si alleò con l'Egitto di Nectanebo II, che gli inviò 4 000 mercenari greci, sotto il comando di Mentore di Rodi. I Fenici a questo punto scacciarono o massacrarono le guarnigioni persiane in stanza nel territorio, devastarono il giardino reale e bruciarono i rifornimenti di cibo per la cavalleria persiana.
I satrapi Mazeo di Cilicia e Belesys di Siria tentarono di sopprimere la rivolta, con il risultato però di venire sconfitti da Tennes insieme a Mentore. Cipro si unì ai ribelli.
Artaserse Oco, l'imperatore persiano, intervenne; radunò un esercito di 300 000 uomini a piedi e 30 000 a cavallo, oltre a 300 triremi e 500 navi da rifornimento, e marciò verso Occidente.
Tennes da parte sua radunò una flotta da più di cento navi (triremi e quinqueremi), scavò tre grandi fossati attorno a Sidone e alzò le mura di quest'ultima. Arruolò 6 000 mercenari greci, oltre ai cittadini sidonii più prestanti.
Alla notizia dell'arrivo dell'esercito persiano, però, Tennes preferì abbandonare ogni tentativo di resistenza e, conseguentemente, lasciare il suo popolo al suo destino. Consegnò i cento cittadini più in vista all'imperatore, che li trafisse col giavellotto. Il resto degli abitanti si rifugiò entro le mura cittadine e diede fuoco alle proprie abitazioni, per prevenire il saccheggio.
Tennes fu messo a morte.